# William Mulock (Politiker)

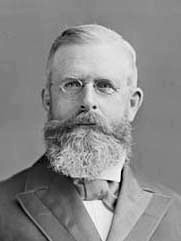
William Mulock (1896)

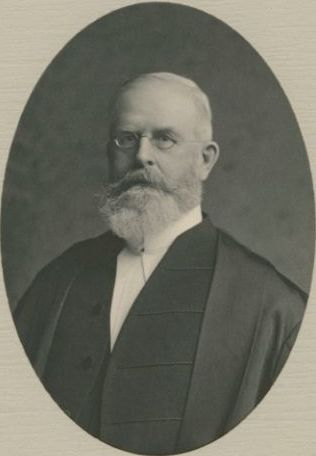
Sir William Mulock (Fotografie von Josiah Bruce, 1905).

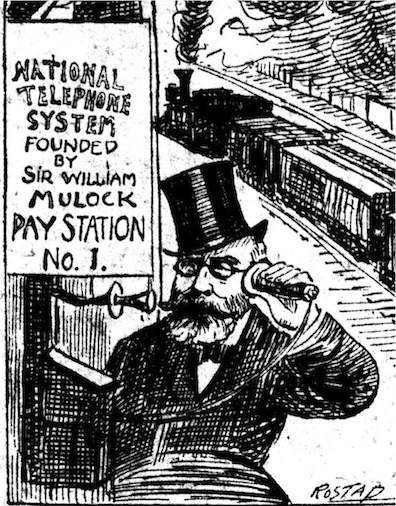
Karikatur von Sir William Mulock (Toronto Telegram vom 24. Oktober 1905).

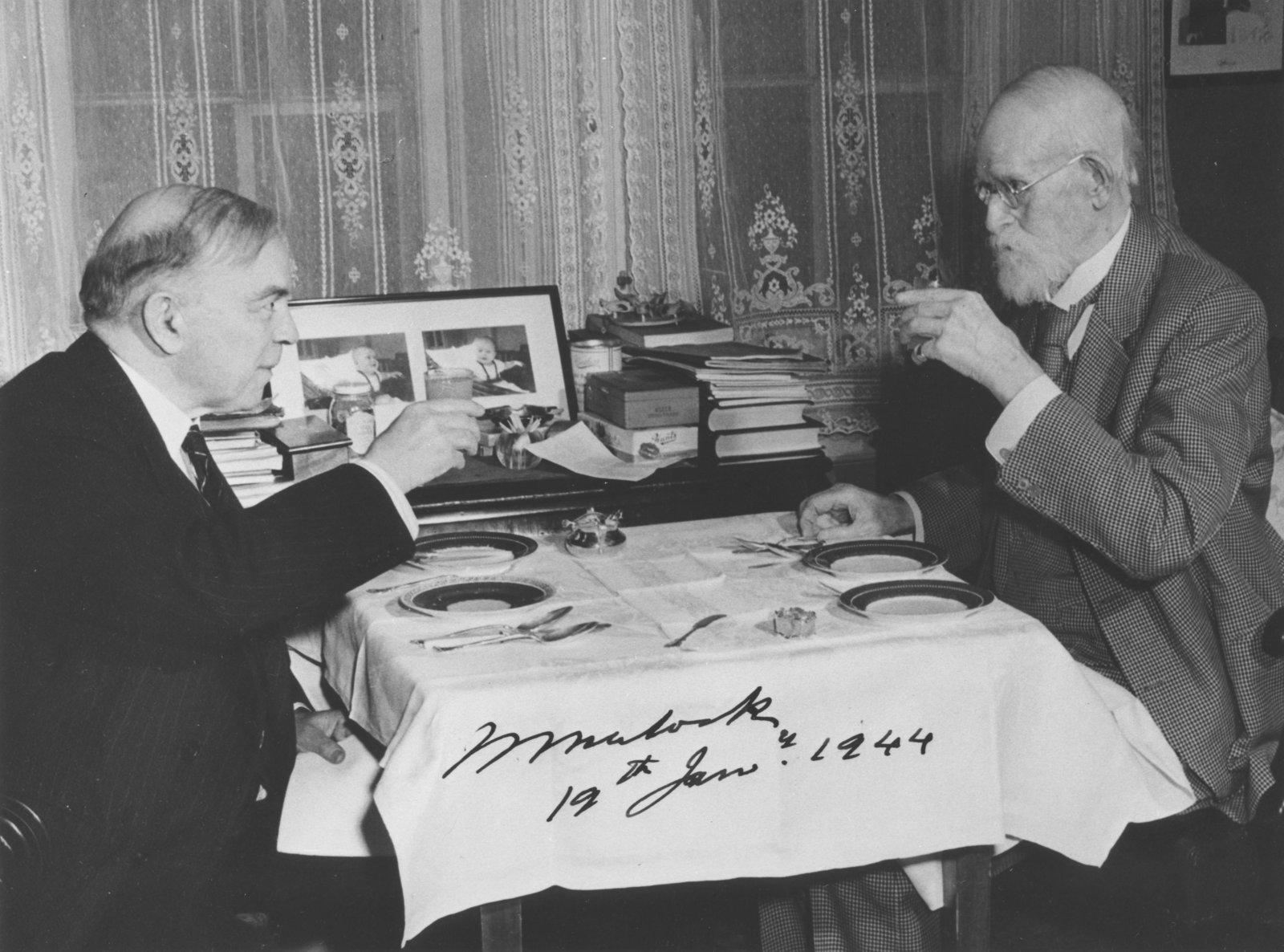
Premierminister William Lyon Mackenzie King (links) gratuliert Sir William Mulock zum 101. Geburtstag (19. Januar 1944).

Sir William Mulock, KCMG, PC (UK), PC (* 19. Januar 1843 in Bond Head, Upper Canada, heute: Ontario; † 1. Oktober 1944 in Toronto, Ontario) war ein kanadischer Politiker der Liberalen Partei Kanadas, der unter anderem zwischen 1882 und 1905 Mitglied des Unterhauses war. Im 8. Kabinett Kanadas bekleidete er von 1896 bis 1905 das Amt des Generalpostmeisters und war als solcher zugleich zwischen 1900 und 1905 zuständiger Minister für das Arbeitsministerium. Er war zwischen 1923 und 1936 als Chief Justice Präsident des Obersten Gerichtshofes von Ontario (Supreme Court of Ontario) und fungierte als solcher von 1931 bis 1932 zudem als kommissarischer Vizegouverneur von Ontario.

## Leben

### Studium, Rechtsanwalt und Mitglied des Unterhauses
William Mulock, Sohn des aus Irland eingewanderten Arztes Thomas Homan Mulock und der Kaufmannstochter Mary Cawthra, wuchs in Newmarket auf und besuchte die dortige Newmarket High School. 1859 begann er ein grundständiges Studium am University College of Toronto, wo der spätere Vizegouverneur von Ontario John Morison Gibson, der Schriftsteller und Kritiker William Dawson LeSueur und der spätere Bürgermeister von Toronto William Barclay McMurrich zu seinen Kommilitonen gehörten. 1863 begann er ein damals übliches Studium der Rechtswissenschaften in der Anwaltskanzlei des späteren Unterhausabgeordneten Alfred Boultbee in Newmarket und setzte dieses in der Kanzlei des früheren Bundessenators für Ontario, John Ross, fort. Nach seiner Zulassung nahm er 1868 eine Tätigkeit als Rechtsanwalt auf. Daneben engagierte er sich als Mitglied des Senats der University of Toronto, dem er von 1873 bis zu seinem Tode 1944 71 Jahre lang angehörte, und war zudem zwischen 1881 und 1990 Vizekanzler der University of Toronto. Als solcher war er Stellvertreter des ehemaligen Premierministers von Ontario und Bundesministers Edward Blake, der zwischen 1876 und 1900 Kanzler dieser Universität war.
Mulock wurde für die Liberale Partei Kanadas bei der Unterhauswahl am 20. Juni 1882 im Wahlkreis York North mit 1830 Stimmen erstmals zum Mitglied des Unterhauses gewählt und übernahm den Wahlkreis von Frederick William Strange von der Liberal-konservativen Partei, der nicht erneut kandidiert hatte. Er vertrat diesen Wahlkreis nach seinen Wiederwahlen bei den Unterhauswahlen am 22. Februar 1887 mit 2526 Stimmen, am 5. März 1891 mit 2331 Wählerstimmen, am 23. Juni 1896 mit 2712 Stimmen, am 7. November 1900 mit 2007 Wählerstimmen sowie am 3. November 1904 mit 2650 Stimmen bis zu seinem Mandatsverzicht am 15. Oktober 1905, woraufhin Allen Bristol Aylesworth diesen Wahlkreis übernahm. Während seiner Parlamentszugehörigkeit war er Mitglied zahlreicher Ständiger Ausschüsse des Unterhauses.

### Bundesminister im achten Kabinett, Chief Justice und kommissarischer Vizegouverneur von Ontario
Im 8. Kabinett Kanadas von Premierminister Wilfrid Laurier übernahm er am 11. Juli 1896 den Posten als Postminister (Generalpostmeister) und bekleidete dieses Amt bis zu seinem Rücktritt am 15. Oktober 1905, woraufhin dieses Amt ebenfalls von Allen Bristol Aylesworth übernommen wurde. Da er wegen der Übernahme des Ministeramtes zunächst aus dem Unterhaushaus ausscheiden musste, wurde er am 30. Juli 1896 in einer Nachwahl im Wahlkreis York North per Akklamation formell wieder zum Mitglied des Unterhauses gewählt. Zugleich wurde er am 18. Juli 1900 mit der Leitung des Arbeitsministeriums betraut und hatte auch diese Funktion bis zu seiner Ablösung durch Aylesworth am 15. Oktober 1905 inne. Für seine Verdienste wurde er am 26. Juni 1902 als Knight Commander des Order of St Michael and St George (KCMG) nobilitiert, wodurch er fortan das Prädikat „Sir“ führte. In der 10. Legislaturperiode (1904 bis 1908) war er in der 1. Sitzungsperiode bis zu seinem Ausscheiden aus dem Unterhaus am 15. Oktober 1905 noch Vorsitzender des Sonderausschusses für öffentliche Telefonsysteme.
Nach seinem Ausscheiden aus der Regierung und seinem Verzicht auf das Unterhausmandat wurde William Mulock am 16. Oktober 1905 zum Vorsitzenden Richter der Finanzabteilung des High Court of Ontario ernannt. Als Nachfolger des am 21. August 1923 verstorbenen Sir William Ralph Meredith übernahm er das Amt als Chief Justice und fungierte damit als Präsident des Obersten Gerichtshofes von Ontario (Supreme Court of Ontario). Dieses Amt bekleidete er bis 1936 und wurde daraufhin von dem früheren Unterhausabgeordneten und Gesundheitsminister Newton Rowell abgelöst. Als Nachfolger des verstorbenen Sir William Ralph Meredith und nach einer Übergangszeit von Sir Byron Edmund Walker (1923 bis 1924) übernahm er 1924 auch das Amt als Kanzler der University of Toronto und bekleidete dieses bis zu seinem Tode 1944, woraufhin der bisherige Präsident der Universität Henry John Cody neuer Kanzler wurde. Am 25. Juni 1925 wurde er außerdem Mitglied des Privy Council, ein politisches Beratungsgremium des britischen Monarchen.
Als Präsident des Obersten Gerichtshofes übernahm Sir William Mulock am 25. Oktober 1931 von William Donald Ross kommissarisch das Amt als Vizegouverneur von Ontario und bekleidete dieses Amt bis zum 1. November 1932, woraufhin Herbert Alexander Bruce neuer Gouverneur wurde.
Aus seiner Ehe mit Sarah Ellen Crowther gingen sechs Kinder hervor. Sein Neffe war der Politiker William Pate Mulock (1897–1954), der ebenfalls Unterhausabgeordneter sowie zwischen 1940 und 1945 Generalpostmeister war. Sir William Mulock verstarb am 1. Oktober 1944 im Alter von 101 Jahren.

## Hintergrundliteratur
- George MacLean Rose (Herausgeber): A Cyclopaedia of Canadian Biography, Rose Publishing Company, Toronto 1886, S. 519–520 (Onlineversion)
- Henry James Morgan (Herausgeber):  The Canadian Men and Women of the Time, 1. Auflage, William Briggs, Toronto 1898 (Onlineversion)
- Henry James Morgan (Herausgeber):  The Canadian Men and Women of the Time, 2. Auflage, William Briggs, Toronto 1912 (Onlineversion)
- Augustus Bridle: Sons of Canada. Short Studies of Characteristic Canadians, J.M. Dent & Sons, Toronto 1916, S. 206–213 (Onlineversion)
- William James Loudon: Sir William Mulock: A Short Biography, Macmillan, Toronto 1932
- Charles Vining: Bigwigs. Canadians Wise and Otherwise, Macmillan, Toronto 1935, S. 118–121 (Onlineversion)
- Joseph Schull: Laurier. The First Canadian, Macmillan, Toronto 1965, S. 325 (Onlineversion)
- Martin L. Friedland: The University of Toronto, A History, University of Toronto Press, 2002, ISBN 0-8020-4429-8 (Onlineversion)